# Ilse Kolkman

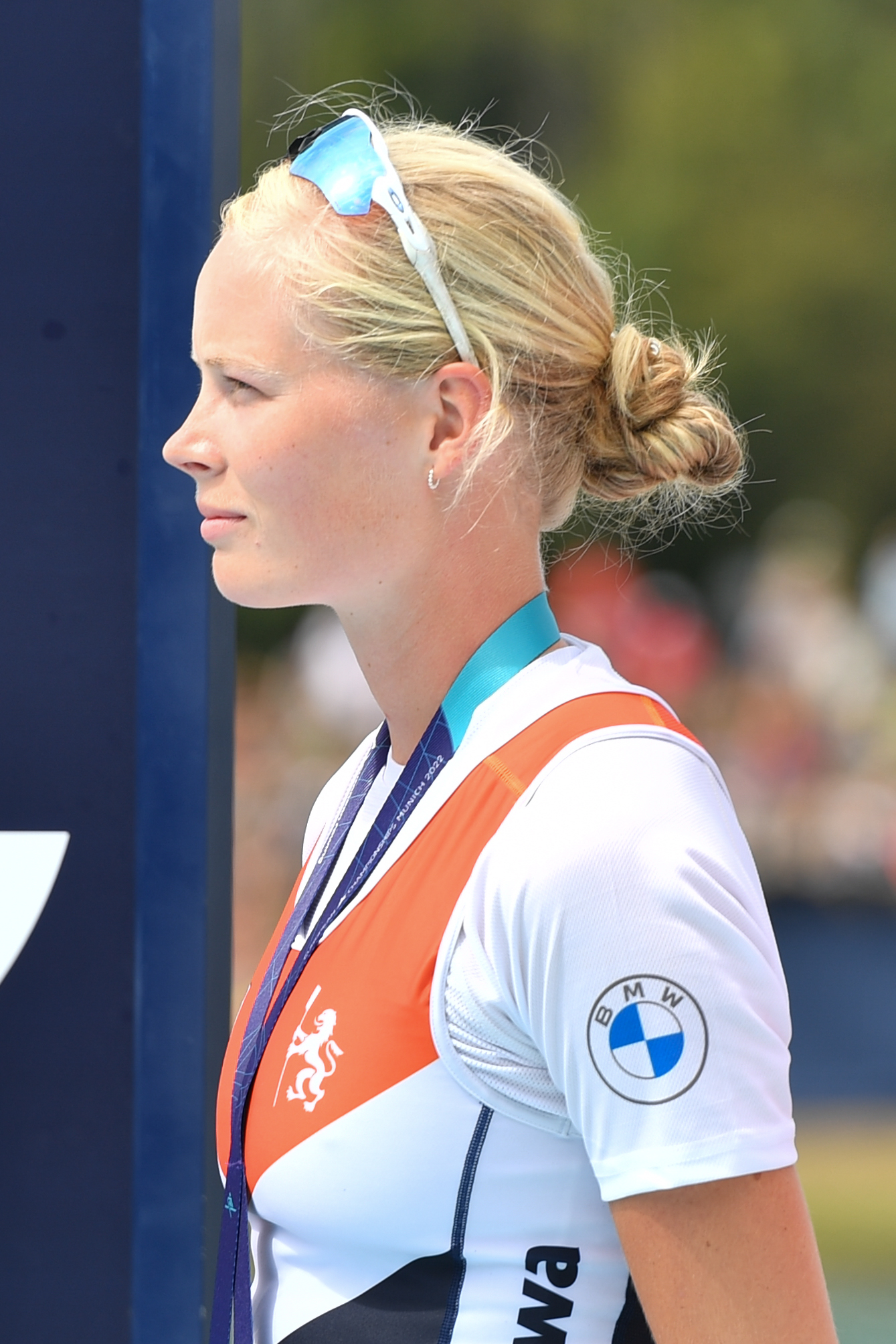
Ilse Kolkman bei den Europameisterschaften 2022 in München.

Ilse Kolkman (* 6. Februar 1997) ist eine niederländische Ruderin. Sie gewann bis 2023 eine Silbermedaille bei Weltmeisterschaften sowie zwei Silbermedaillen bei Europameisterschaften.

## Sportliche Karriere
Die 1,88 Meter große Ilse Kolkman rudert für die G.S.R. Aegir.
Ihre erste internationale Medaille gewann Kolkman bei den U23-Weltmeisterschaften 2018, als sie Zweite im Achter wurde. Bei den U23-Weltmeisterschaften 2019 belegte der niederländische Doppelvierer mit Nika Johanna Vos, Tessa Dullemans, Ilse Kolkman und Bente Paulis den sechsten Platz.
Im April 2021 bei den Europameisterschaften in Varese trat Kolkman mit José Agnes van Veen im Zweier ohne Steuerfrau an, die beiden belegten als Siegerinnen des B-Finales den siebten Platz. Bei den Europameisterschaften 2022 in München erruderte der Doppelvierer mit Nika Johanna Vos, Tessa Dullemans, Ilse Kolkman und Bente Paulis die Silbermedaille mit drei Sekunden Rückstand auf die Britinnen. Einen Monat später bei den Weltmeisterschaften in Račice u Štětí siegte der chinesische Doppelvierer mit einer Sekunde Vorsprung auf die Niederländerinnen, zweieinhalb Sekunden dahinter wurden die Britinnen Dritte. 2023 wurden Martine Veldhuis, Lisa Scheenaard, Ilse Kolkman und Tessa Dullemans bei den Europameisterschaften in Bled Zweite hinter den Ukrainerinnen und vor den Britinnen. Drei Monate später bei den Weltmeisterschaften in Belgrad war Kolkman nicht mehr dabei.